# Chrysler Java
 (mai 2020).
Si vous disposez d'ouvrages ou d'articles de référence ou si vous connaissez des sites web de qualité traitant du thème abordé ici, merci de compléter l'article en donnant les références utiles à sa vérifiabilité et en les liant à la section « Notes et références ».
Le Chrysler Java est un concept car créé par Chrysler. Le Chrysler Java est présenté pour la première fois au salon de Francfort 1999. Sa conception était basée sur les monospaces Chrysler.

## Caractéristiques techniques
Le Java était propulsé par un moteur 4-cylindres de 1,4 L. Le Java avait une vitesse de pointe d'environ 169 km/h); et pouvait accélérer de 0 à 97 km/h en environ 12,9 secondes. Il utilisait une transmission manuelle à cinq vitesses.
La conception du Java était plus probablement architecturale qu'automobile. Le Java avait une forme ovoïde et avait également de grands feux arrière. Le Java était à l'origine peint en noir et a ensuite été repeint en vert-argent clair métallique.